# Cuautitlán Izcalli (municipi)

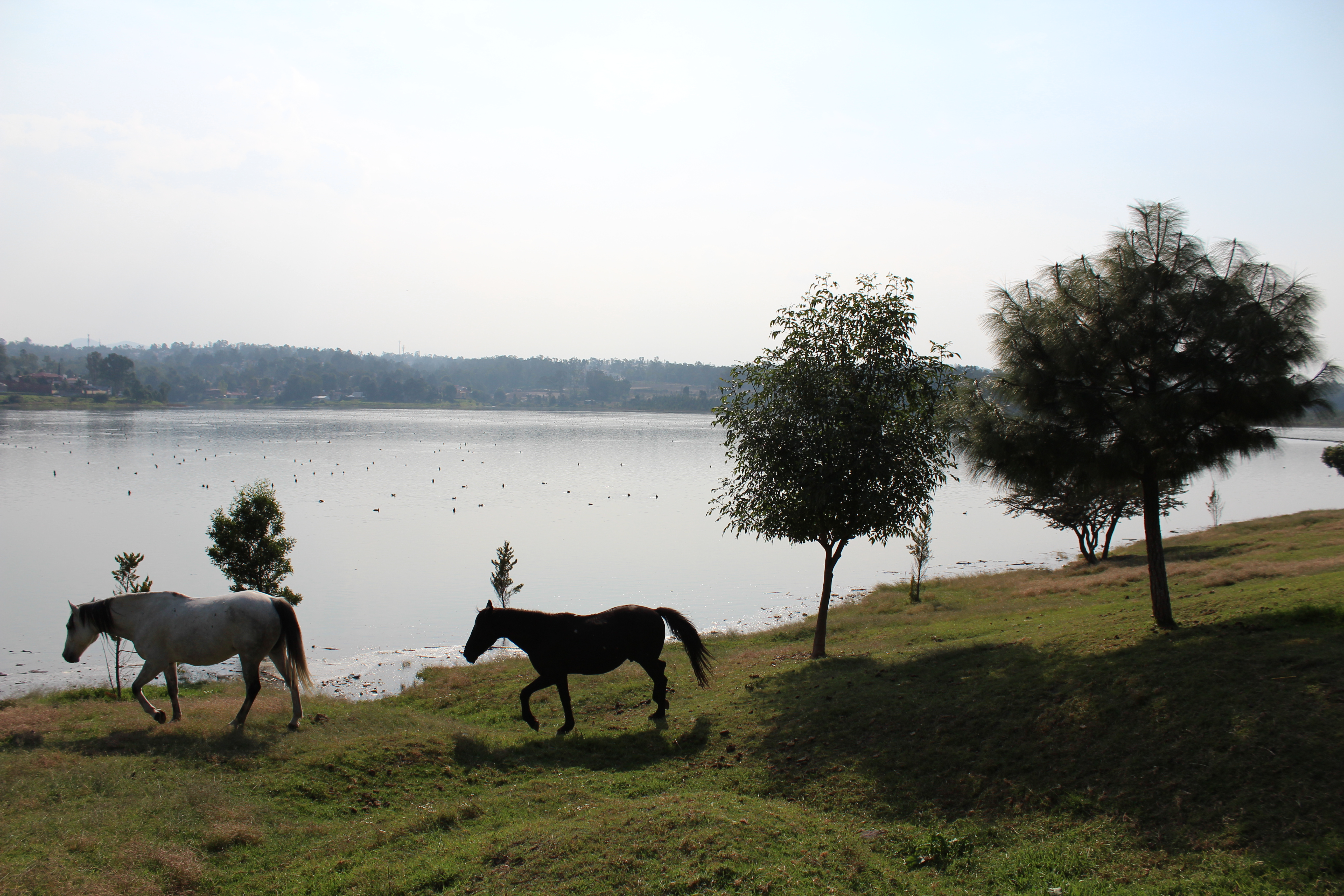
Lac de Guadalupe..

Cuautitlán Izcalli (del nàhuatl, que vol dir Lloc on la mà de pedra) és un municipi metropolità de l'estat de Mèxic, que forma part de l'àrea metropolitana de la ciutat de Mèxic. Cuautitlán Izcalli és el cap de municipi i principal centre de població d'aquesta municipalitat.
Aquest municipi es troba a la part nord-central de l'estat de Mèxic. Limita al nord amb els municipis de Coyotepec i Tepotzotlán, al sud amb Tultitlán, a l'oest amb Atenco i a l'est amb Villa del Carbón.